# Lac Bouteroue
Pour les articles homonymes, voir Bouteroue (homonymie).
Le lac Bouteroue est un plan d'eau douce du territoire non organisé de Lac-Ashuapmushuan, dans la partie Nord-Ouest de la municipalité régionale de comté (MRC) Le Domaine-du-Roy, dans la région administrative du Saguenay-Lac-Saint-Jean, dans la province de Québec, au Canada. Ce lac s’étend dans les cantons de Rohault, de Robert, de Ducharme et de Bouteroue (zone de l’embouchure).
La foresterie constitue la principale activité économique du secteur. Les activités récréotouristiques arrivent en second.
La route forestière route 167 passe au Nord-Est du lac Nicabau, reliant Chibougamau à Saint-Félicien (Québec). Le chemin de fer du Canadien National longe cette route. La partie Nord du lac Bouteroue est desservie par la route forestière desservant la vallée de la rivière Nemenjiche.
La surface du lac Bouteroue est habituellement gelée du début novembre à la mi-mai, toutefois la circulation sécuritaire sur la glace se fait généralement de la mi-novembre à la mi-avril.

## Géographie
Connexe (du côté Est) au lac Rohault, le lac Bouteroue comporte une longueur de 16,9 km, une largeur maximale de 2,2 km et une altitude de 402 m. Le contour du lac a une forme complexe comportant cinq parties :
- la partie du Nord comptant une vingtaine d’îles, qui reçoit les eaux du lac Rohault et qui compte une baie au Nord-Est ;
- la partie de l’Est qui forme une baie en U (ouvert vers le Nord) d’une longueur de 3,7 km ;
- la partie de l’Ouest comportant une presqu’île de 2,2 km orientée vers le Sud qui lui donnant la forme d’un U (ouvert vers le Nord), recevant les décharges du lac Madère, Djebel, Ribemont et Mayac ; et recevant aussi le courant venant du Nord ;
- la partie Centrale d’une longueur de 7,1 km (axe Nord-Sud) recevant les eaux des lacs Pertain, Ivors et Rhéa ;
- la partie Sud d’une longueur de 7,6 km en forme de double crochet (dont un crochet Nord est la « baie de la Sagesse » et l’autre crochet, la baie de l’embouchure du lac), recevant la décharge du lac Finbar.

L’embouchure du lac Bouteroue est localisé à :
- 5,7 km au Sud de l’embouchure du ruisseau Bouteroue (confluence avec la rivière Normandin) ;
- 6,9 km au Nord-Ouest de l’embouchure du lac Poutrincourt ;
- 27,1 km à l’Ouest de l’embouchure de la rivière Normandin (confluence avec le lac Ashuapmushuan) ;
- 148,1 km au Nord-Ouest de l’embouchure de la rivière Ashuapmushuan (confluence avec le lac Saint-Jean) ;
- 188,8 km à l’Ouest de l’embouchure du lac Saint-Jean (confluence avec la rivière Saguenay)[1].

Les principaux bassins versants voisins du lac Bouteroue sont :
- côté Nord : lac Nicabau, rivière de la Coquille, lac La Dauversière, rivière Énard, lac Chibougamau ;
- côté Est : rivière Chaudière (rivière Normandin), rivière Normandin, ruisseau Bouteroue, lac Nicabau ;
- côté Sud : lac Buade (rivière Normandin), lac Poutrincourt, rivière Marquette Ouest, rivière Ventadour, rivière Titipiti ;
- côté Ouest : lac Rohault, lac Nemenjiche, rivière Opawica, lac Gabriel (rivière Opawica), lac Surprise (rivière Roy), rivière Cawcot.

À partir du barrage à l’embouchure du lac Bouteroue, le courant descend sur 7,2 km le ruisseau Bouteroue vers le Nord, jusqu’à une baie au Sud du lac Nicabau. Ce dernier est surtout alimenté par la rivière Boisvert (rivière Normandin) (venant du Nord) et la rivière Normandin (venant du Sud). De là, la rivière Normandin coule vers le Sud-Est jusqu’au lac Ashuapmushuan lequel constitue le lac de tête de la rivière Ashuapmushuan.

## Toponymie
Jadis, ce plan d’eau était désigné « lac Owen ».
Le toponyme "lac Bouteroue" a été officialisé le 5 décembre 1968 par la Commission de toponymie du Québec, soit à la création de cette commission.